# Blue Mountain (Mississippi)
Blue Mountain è una città (town) degli Stati Uniti d'America, situata nella contea di Tippah, nello Stato del Mississippi.